# Юліус Коретті
Юліус Коретті (нім. Julius Coretti; 11 лютого 1892, Луттенберг — 8 серпня 1970, Ґрац) — австро-угорський, австрійський і німецький офіцер, генерал-майор вермахту. Кавалер Німецького хреста в золоті.

## Біографія
18 серпня 1911 року вступив в австро-угорську армію. Учасник Першої світової війни. Після війни продовжив службу в австрійській армії. З 1 травня 1937 року — адміністратор Федерального міністерства оборони з піхотної, альпіністської, фізичної і закритої бойової підготовки. Після аншлюсу 15 березня 1938 року автоматично перейшов у вермахт і був призначений в архівний штаб 5-ї армійської групи. 10 листопада 1938 року переведений в штаб 110-го піхотного полку.
З 26 серпня 1939 року — командир 2-го батальйону 2-го охоронного полку, з 18 березня 1941 по 5 липня 1942 року — 4-го охоронного, з 25 серпня по 15 листопада 1942 року — 336-го піхотного полку, з 20 листопада 1943 по 20 жовтня 1944 року — 752-го східного полкового штабу особливого призначення. 22 січня 1945 року відряджений в групу армій «G» і призначений командиром курсів службовців тилових ділянок. 8 травня 1945 року взятий в полон. В 1946 році звільнений.

## Звання
- Фенріх (18 серпня 1911)
- Лейтенант (1 листопада 1913)
- Оберлейтенант (1 травня 1915)
- Гауптман (1 січня 1923)
- Майор (21 липня 1928)
- Оберстлейтенант (20 квітня 1939)
- Оберст (1 лютого 1941)
- Генерал-майор (30 січня 1945)

## Нагороди
- Пам'ятний хрест 1912/13
- 2 срібні і бронзова медаль «За військові заслуги» (Австро-Угорщина) з мечами
- Хрест «За військові заслуги» (Австро-Угорщина) 3-го класу з військовою відзнакою і мечами — нагороджений двічі.
- Військовий Хрест Карла
- Медаль «За поранення» (Австро-Угорщина) з двома смугами — отримав поранення 20 серпня 1914 і 31 липня 1915 року.
- Пам'ятна військова медаль (Австрія) з мечами
- Хрест «За вислугу років» (Австрія) 2-го класу для офіцерів (25 років)
- Золотий знак «За заслуги перед Австрійською Республікою»
- Почесний хрест ветерана війни з мечами
- Медаль «За вислугу років у Вермахті» 4-го, 3-го, 2-го і 1-го класу (25 років)
- Медаль «У пам'ять 1 жовтня 1938» із застібкою «Празький град»
- Нагрудний знак «За поранення» в чорному — заміна австро-угорської медалі «За поранення».
- Залізний хрест 2-го і 1-го класу
- Німецький хрест в золоті (3 січня 1944)